# Sulm (Mur)

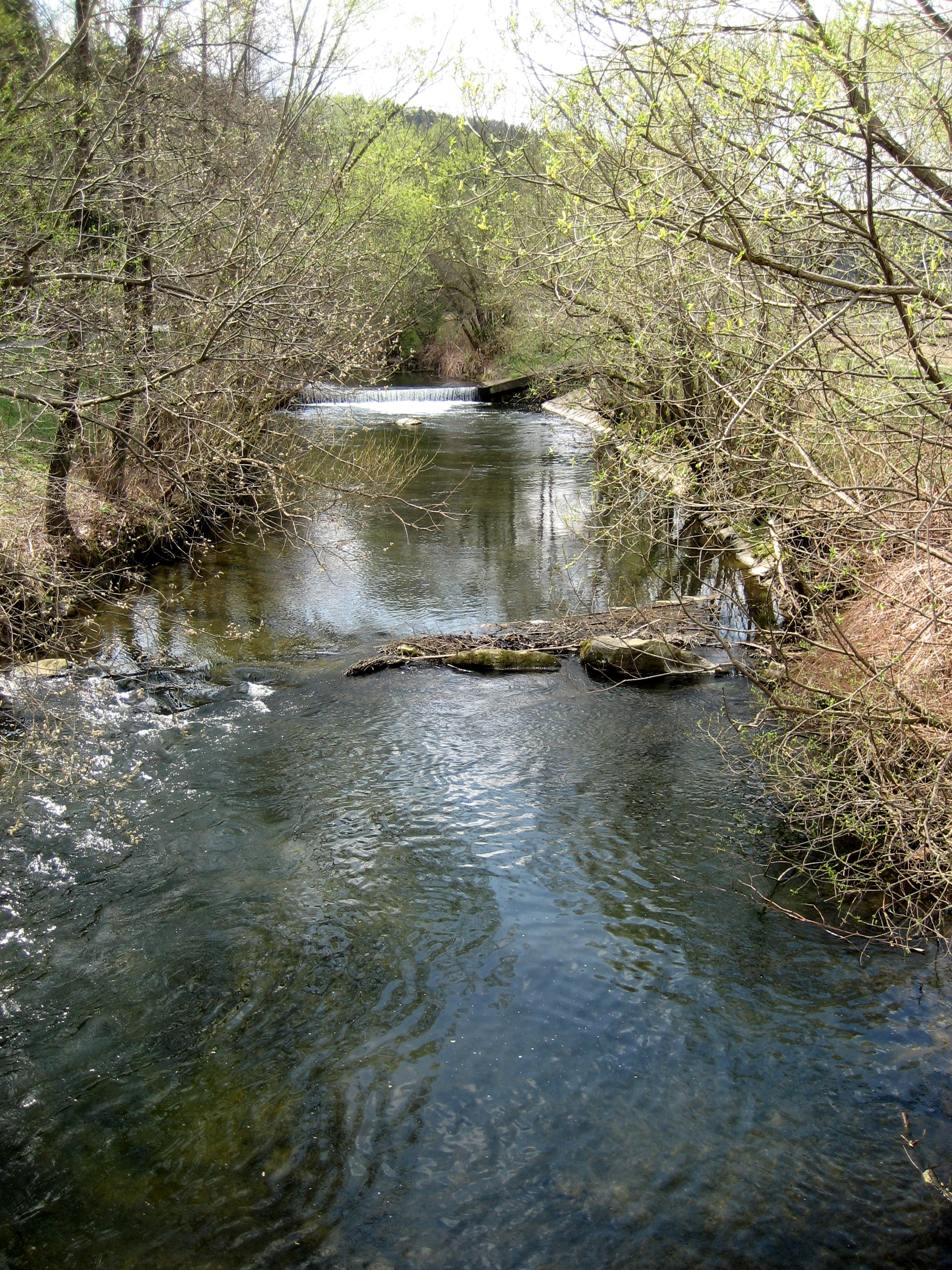
Sulm vid Gleinstätten

Floden Sulm är en 83 km lång biflod till floden Mur i den österrikiska delstaten Steiermark.
Källflödena Schwarze Sulm och Weiße Sulm flyter samman vid Prarath. Därifrån flyter floden Sulm först mot öster. Vid Großklein mynnar floden Saggau i Sulm som vänder mot nordost. Vid Leibnitz mynnar floden Laßnitz i Sulm. Där har floden Sulm en medelvattenföring på 16,3 m³/s. Från Leibnitz flyter floden mot söder och mynnar efter ca. 10 km vid Retznei i Mur.